# Hontheim (gmina)
Hontheim – miejscowość i gmina w Niemczech, w kraju związkowym Nadrenia-Palatynat, w powiecie Bernkastel-Wittlich, wchodzi w skład gminy związkowej Traben-Trarbach. Do 30 czerwca 2014 wchodziła w skład gminy związkowej Kröv-Bausendorf.